# 호흡 색소

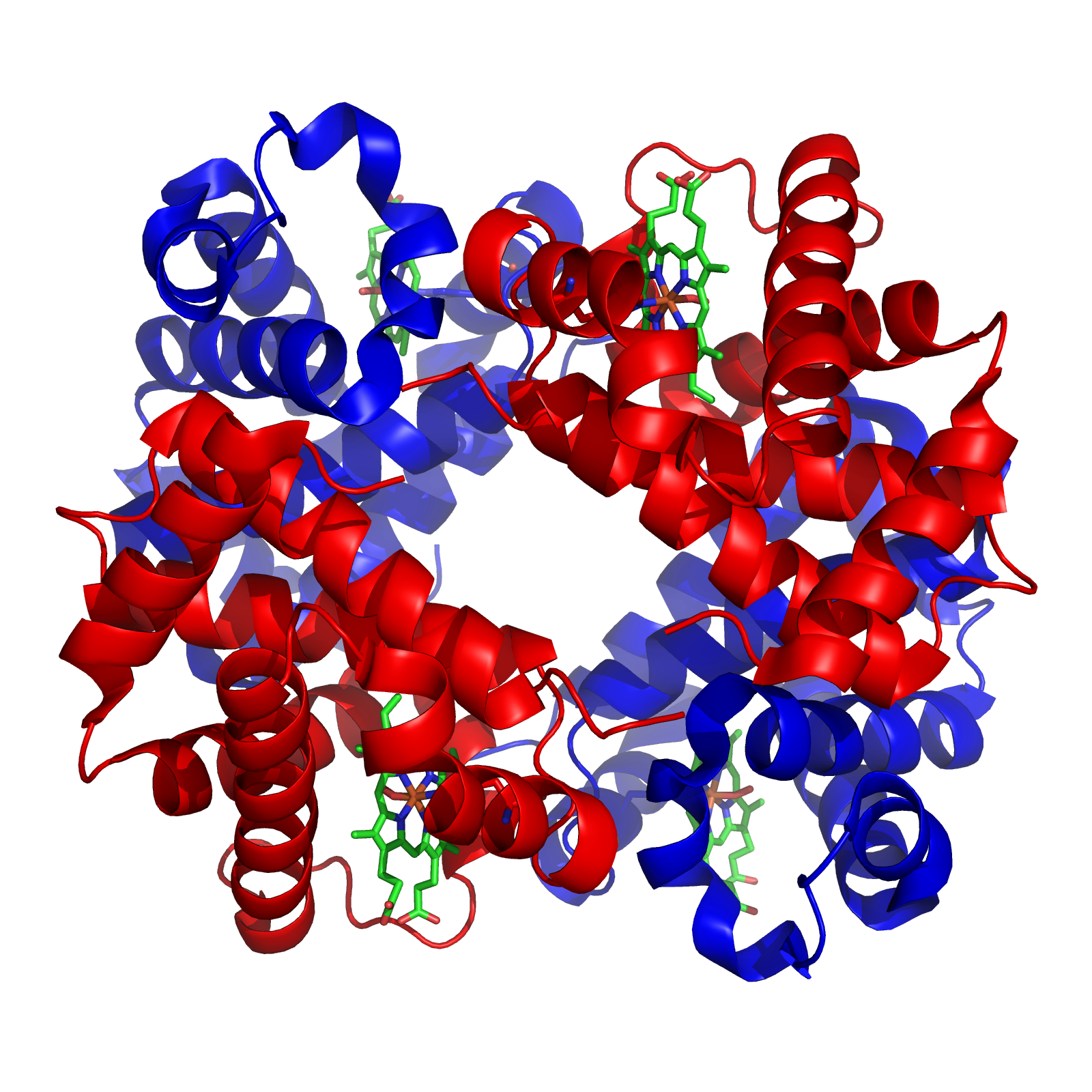
호흡 색소인 헤모글로빈(사람)의 구조

호흡 색소(呼吸色素, 영어: respiratory pigment)는 다양하고 중요한 기능을 하는 금속단백질이며, 그 주요 기능은 산소(O2) 운반이다. 수행하는 다른 기능으로는 O2 저장, CO2 운반 및 호흡 기체 이외의 물질의 수송이 있다. 호흡 색소에는 헤모글로빈, 헤모사이아닌, 에리트로크루오린-클로로크루오린, 헤메리트린의 4가지 주요 부류가 있다. 헴을 함유한 글로빈은 가장 흔하게 생성되는 호흡 색소로 적어도 9가지의 다른 동물 문에서 생성된다.

## 호흡 색소의 비교
| 금속단백질         | 글로빈             | 글로빈                                                                       | 헤모사이아닌         | 헤메리트린                                            |
| 금속단백질         | 헤모글로빈         | 에리트로크루오린 및 클로로크루오린                                           | 헤모사이아닌         | 헤메리트린                                            |
| ------------------ | ------------------ | ---------------------------------------------------------------------------- | -------------------- | ----------------------------------------------------- |
| O2가 결합하는 물질 | 철                 | 철                                                                           | 구리                 | 철                                                    |
| 위치               | 세포 내            | 세포 외                                                                      | 세포 외              | 세포 내                                               |
| 갖고 있는 생물     | 거의 모든 척추동물 | - 환형동물 및 절지동물 - 클로로크루오린: 해양 다모류의 4개 과                | 절지동물 및 연체동물 | 성구동물, 새예동물, 일부 완족동물 및 단일 환형동물 속 |
| 산화된 색상        | 밝은 빨간색        | - 에리트로크루오린: 밝은 빨간색 - 클로로크루오린: 희석시 녹색, 농축시 빨간색 | 파란색               | 보라색                                                |
| 탈산화된 색상      | 진홍색             | - 에리트로크루오린: 흑적색 - 클로로크루오린: 희석시 녹색, 농축시 적갈색      | 무색                 | 무색                                                  |

헤모글로빈, 에리트로크루오린 및 클로로크루오린은 모두 글로빈이며 공통적인 코어를 가지고 있는 철-헴 단백질이다. 이들의 색상은 Fe2+를 가지고 있는 헴의 흡수 스펙트럼에서 비롯된다. 에리트로크루오린과 클로로크루오린은 일부 무척추동물에서 발견되는 밀접하게 관련된 거대 글로빈이다. 클로로크루오린은 특별한 헴기를 가지고 있어서 다른 색상을 나타낸다.
헤모글로빈과 같은 다양한 유색 접합 단백질은 생물체에서 생성되며 세포 호흡에서 산소를 운반하는 역할을 한다.

## 글로빈
글로빈은 일종의 분자 시계 역할을 하는 매우 오래된 분자로 생각된다. 심지어 10억년 전 척추동물과 무척추동물이 분기될 때에도 사용되었다. 글로빈은 9가지 이상의 다른 동물 문에서 생성될 뿐만 아니라 일부 균류 및 세균에서도 생성되며 일부 콩과 식물의 뿌리에 있는 질소 고정 결절에서 확인되는 등 광범위한 분포 양상을 나타낸다. 식물의 뿌리 세포에서 글로빈 유전자의 분리는 식물과 동물이 공유하는 공통 조상으로부터 유전되어 온 글로빈 유전자가 모든 식물에 존재할 수 있음을 시사했다.

### 척추동물의 헤모글로빈
척추동물은 호흡을 하기 위해 적혈구에 존재하는 사량체 헤모글로빈을 사용한다. 인체에서만 발견되는 여러 유형의 헤모글로빈이 있다. 헤모글로빈 A는 출생 후 가장 흔한 헤모글로빈의 변종인 "정상" 헤모글로빈이다. 헤모글로빈 A2는 적혈구에서 발견되는 헤모글로빈의 미량 성분이다. 헤모글로빈 A2는 전체 적혈구 헤모글로빈의 3% 미만을 차지한다. 헤모글로빈 F는 일반적으로 태아의 발생 단계에서만 발견된다. 헤모글로빈 F는 출생 후 급격히 감소하지만 일부 사람들은 평생 동안 일정 수준의 헤모글로빈 F를 생성할 수 있다.

### 기타 동물성 헤모글로빈
동물은 호흡을 하기 위해 매우 다양한 글로빈을 사용한다. 구조에 따라 다음과 같이 분류할 수 있다.
- 세포 내 헤모글로빈. 이들 글로빈은 척추동물의 헤모글로빈처럼 세포 내부에 존재한다.
- 다중 소단위체 헤모글로빈. 이들 글로빈은 복합체를 형성하고 세포 외부에서 작동한다.
- 다중 도메인, 다중 소단위체 헤모글로빈. 이들 글로빈은 복합체를 형성하고 세포 외부에서 작동하며 펩타이드 사슬당 여러 글로빈 도메인을 가지고 있다.

에리트로크루오린 및 클로로크루오린은 다중 소단위체 헤모글로빈, 특히 12-도데카머 유형에 속한다.

### 레그헤모글로빈
레그헤모글로빈은 현재 임파서블 버거와 같은 인공 육류 제품에 사용되어 고기의 색과 맛을 모두 내게 할 수 있게하는 미오글로빈과 구조가 유사한 분자이다. 헤모글로빈과 기능면에서 유사한 레그헤모글로빈은 미량의 철을 포함하고 있으며, 주로 식물의 뿌리에서 발견된다.

## 헤모사이아닌
헤모사이아닌은 철을 가지고 있는 헤모글로빈과는 달리 구리를 산소 결합 분자로 사용하는 호흡 색소이다. 헤모사이아닌은 절지동물과 연체동물에서 발견된다. 헤모사이아닌은 절지동물과 연체동물 모두에 존재하지만 분자는 두 동물 문에서 독자적으로 진화해 온 것으로 생각된다. 절지동물과 연체동물에는 구조가 헤모사이아닌과 유사하지만 완전히 다른 목적을 수행하는 몇 가지 다른 분자들이 존재한다. 예를 들어 면역 방어, 상처 치유 및 절지동물의 큐티클에 중요한 역할을 하는 구리 함유 티로시네이스가 있다. 구조상 헤모사이아닌과 유사한 분자는 헤모사이아닌 슈퍼패밀리로 분류된다.

## 같이 보기
- 생물 색소
- 광합성 색소
- 세포 호흡

## 주해
1. ↑  넓은 의미에서 "헤모글로빈"이라고 함.
2. ↑  엄격한 의미에서 사량체 형태의 경우

## 더 읽을거리
- Coates, CJ; Decker, H (January 2017). “Immunological properties of oxygen-transport proteins: hemoglobin, hemocyanin and hemerythrin.”. 《Cellular and Molecular Life Sciences》 74 (2): 293–317. doi:10.1007/s00018-016-2326-7. PMC 5219038. PMID 27518203.